# NGC 2225
NGC 2225 ist ein offener Sternhaufen im Sternbild Einhorn südlich des Himmelsäquators. 
Das Objekt wurde am 30. Januar 1786 von William Herschel entdeckt.